# Palazzo dei Priori (Narni)
Il Palazzo dei Priori di Narni è situato in Piazza dei Priori, l'antica Platea Major, dove all'epoca romana c'era il foro. Si presenta con la torre campanaria sulla destra e, di fronte, il Palazzo comunale.

## L'edificio
L'edificio è ricco di elementi: il portale, la loggetta del banditore, la loggia attribuita al Gattapone architettonicamente composta da un pilastro centrale, due arcate che formano il prospetto e da un altro pilastro centrale, di forma ottagonale, che sostiene gli archi della volta divisa da quattro crociere a vela. Le pareti presentano tracce di affreschi e iscrizioni.
Ad una certa altezza si notano degli anelli di ferro che sono, presumibilmente, le tracce della gogna. La parte superiore dell'edificio è di epoca rinascimentale.
Lo stesso edificio, nel 1618, divenne sede della casa dei Padri Scolopi, occupato dagli stessi fino al 1800.